# Maria Fiore
Maria Fiore, pseudonimo di Iolanda Di Fiori (Roma, 1º ottobre 1935 – Roma, 28 ottobre 2004), è stata un'attrice italiana.

## Biografia
Giovanissima, divenne famosa interpretando la parte di Carmela nel film Due soldi di speranza di Renato Castellani (Palma d'oro al festival di Cannes del 1952, ex aequo con Otello di Orson Welles).
Negli anni seguenti, interpretò molti film popolari (i più significativi: La domenica della buona gente di Anton Giulio Majano del 1953, Tempi nostri - Zibaldone n. 2 di Alessandro Blasetti e Carosello napoletano di Ettore Giannini, entrambi del 1954). La sua carriera cinematografica è proseguita intensamente per tutti gli anni cinquanta diradandosi all'inizio degli anni sessanta.
È deceduta a Roma nel 2004. I funerali furono celebrati nella chiesa di San Gabriele.

### Carriera

#### La televisione
Dall'inizio degli anni sessanta, le sue partecipazioni a commedie e originali televisivi, tra cui Guappo di cartone regia Vittorio Viviani (1960), Un albergo tra i monti di Silverio Blasi (1965) e Dedicato a un medico di Gianni Serra (1973).
A partire dai primi anni settanta/ottanta compare anche in varie serie televisive.
Nel 1984, dopo parecchi anni d'assenza dagli schermi, viene chiamata dalla tv come protagonista, con Ferruccio Amendola, delle serie tv Quei trentasei gradini cui seguono poi Little Roma (1988) e due stagioni di Pronto Soccorso (1990 e 1992).

#### Il doppiaggio
L'impegno maggiore l'ha profuso nell'attività di doppiatrice. Nel 1987 fonda a Roma la Cast Doppiaggio, una delle più importanti imprese della capitale, che si occupa soprattutto delle edizioni di film hollywoodiani. Per una contraddizione tipica del cinema italiano, però, anche la doppiatrice Maria Fiore è stata doppiata, nei seguenti film: da Lydia Simoneschi in Città canora e Bella non piangere, da Clara Bindi in Due soldi di speranza, da Rina Morelli in Graziella, da Renata Marini in Canzone d'amore, da Rosetta Calavetta in Malafemmena e da Maria Pia Di Meo in Ercole l'invincibile.
Come doppiatrice, Maria Fiore può essere ascoltata nella nuova versione italiana datata 1985 de I cacciatori dell'oro come voce di Marlene Dietrich al posto di Tina Lattanzi, che aveva doppiato la Dietrich nella versione originale del 1949 dello stesso film.

## Filmografia
- Due soldi di speranza, regia di Renato Castellani (1952)
- Bellezze in motoscooter, regia di Carlo Campogalliani (1952)
- Città canora, regia di Mario Costa (1952)
- Canzoni di mezzo secolo, regia di Domenico Paolella (1952)
- La domenica della buona gente, regia di Anton Giulio Majano (1953)
- Scampolo '53, regia di Giorgio Bianchi (1953)
- Cento serenate, regia di Anton Giulio Majano (1954)
- Carosello napoletano, regia di Ettore Giannini (1954)
- Gran varietà, regia di Domenico Paolella (1954)
- Graziella, regia di Giorgio Bianchi (1954)
- Canzone d'amore, regia di Giorgio Simonelli (1954)
- Napoli terra d'amore, regia di Camillo Mastrocinque (1954)
- Tempi nostri - Zibaldone n. 2, regia di Alessandro Blasetti (1954)
- Bella non piangere, regia di David Carbonari (1954)
- Il principe dalla maschera rossa, regia di Leopoldo Savona (1955)
- Quando tramonta il sole, regia di Guido Brignone (1956)
- I pappagalli, regia di Bruno Paolinelli (1956)
- Malafemmena, regia di Armando Fizzarotti (1957)
- Serenata a Maria, regia di Luigi Capuano (1957)
- Terrore sulla città, regia di Anton Giulio Majano (1957)
- Carosello di canzoni, regia di Luigi Capuano (1958)
- È arrivata la parigina, regia di Camillo Mastrocinque (1958)
- Il romanzo di un giovane povero, regia di Marino Girolami (1958)
- Sorrisi e canzoni, regia di Luigi Capuano (1958)
- Arriva la banda, regia di Tanio Boccia (1959)
- La garçonnière, regia di Giuseppe De Santis (1960)
- Quanto sei bella Roma, regia di Marino Girolami (1960)
- Le gladiatrici, regia di Antonio Leonviola (1963)
- Se permettete parliamo di donne, regia di Ettore Scola (1964)
- Il gaucho, regia di Dino Risi (1964)
- Ercole l'invincibile, regia di Alvaro Mancori (1965)
- L'onorata famiglia, regia di Tonino Ricci (1973)
- Prostituzione, regia di Rino Di Silvestro (1974)
- Il gioco della verità, regia di Michele Massa (1974)
- Il giustiziere sfida la città, regia di Umberto Lenzi (1975)
- Napoli storia d'amore e di vendetta, regia di Mario Bianchi (1979)
- La tua vita per mio figlio, regia di Alfonso Brescia (1980)
- Lo studente, regia di Ninì Grassia (1982)
- Briganti, regia di Giacinto Bonacquisti (1983)
- Mamma Ebe, regia di Carlo Lizzani (1985)
- Stesso sangue, regia di Egidio Eronico e Sandro Cecca (1988)
- Modì, regia di Franco Brogi Taviani (1990)
- Il volo di Teo, regia di Walter Santesso (1992)
- E insieme vivremo tutte le stagioni, regia di Gianni Minello (1999)

## Teatro
- Il coniglio, di Augusto Novelli, regia di Erminio Macario (1958)
- Le gatte, di Nicola Manzari, Roma, Teatro Arlecchino (4 aprile 1959)
- La bella Rosin di Enrico Bassano e Dario Martini, regia di Erminio Macario, Torino, Teatro Carignano (22 giugno 1961)

## Doppiatrice (parziale)

### Cinema
- Anne Bancroft in Malice - Il sospetto
- Marlene Dietrich in I cacciatori dell'oro (ridoppiaggio)

### Televisione
- Leueen Willoughby in Gloria Vanderbilt
- Maureen O'Hara in In viaggio con Katherine
- Gloria Silva in Abbandonata
- Cleyde Yaconis in Tormento d'amore - La vera storia del conte Dracula
- Erika Buenfil in Angelica

### Cartoni animati
- Personaggi vari in Fiabe... così
- Phoebe Peeper in Superbook

## Sceneggiati Rai
- L'Alfiere, dal romanzo di Carlo Alianello, regia di Anton Giulio Majano, sceneggiato televisivo in 6 puntate, trasmesso dal 18 marzo al 22 aprile 1956.
- La Napoli di Salvatore di Giacomo, sceneggiatura di Belisario Randone, regia di Daniele D'Anza, trasmessa il 24 maggio 1960.
- Sera d'autunno, originale televisivo di Gino Rossetti, regia di Leonardo Cortese, trasmessa il 10 maggio 1961.
- Un braccio di meno, dal racconto di Carlo Bernari, sceneggiatura di Carlo Bernari e Gian Domenico Giagni, regia di Anton Giulio Majano, trasmessa il 26 settembre 1963.
- La dote, originale televisivo di Mario Brancacci, regia di Silverio Blasi, trasmessa il 13 dicembre 1963.
- Ai poeti non si spara, originale televisivo di Luigi Malerba, regia di Vittorio Cottafavi, trasmessa il 20 gennaio 1965.
- Don Giacinto a forza, originale televisivo di Mario Brancacci, regia di Anton Giulio Majano, trasmessa il 14 agosto 1966.
- La Roma di Moravia, originale televisivo di Daniele D'Anza e Belisario Randone, regia di Daniele D'Anza, trasmessa il 22 agosto 1967.
- Mezzogiorno in casa Anker, di Maurice-Bernard Endrèbe, adattamento di Roberto Cortese, regia di Marcello Aliprandi, trasmessa il 21 dicembre 1968.
- Le terre del Sacramento, dal romanzo di Francesco Jovine, sceneggiatura di Massimo Felisatti e Fabio Pittorru, regia di Silverio Blasi, sceneggiato televisivo in 5 puntate, trasmesso dal 23 agosto al 20 settembre 1970.
- Joe Petrosino, sceneggiatura di Lucio Mandarà, Fabio Gualtieri, Luigi Guastalla, regia di Daniele D'Anza, sceneggiato televisivo in 5 puntate, trasmesso dal 15 ottobre al 12 novembre 1972.
- Dedicato a un medico, soggetto e sceneggiatura di Flavio Nicolini, regia di Gianni Serra, originale televisivo in 3 puntate, trasmesso dal 20 giugno al 4 luglio 1974.
- Ragazzo cercasi, film inchiesta scritto e diretto da Giuliana Berlinguer, trasmesso il 5 settembre 1974.
- Accadde a Lisbona, soggetto e sceneggiatura di Luigi Lunari, regia di Daniele D'Anza, in 3 puntate, trasmesso dal 15 al 29 settembre 1974.
- Il difensore, di Luciano Codignola, regia di Flaminio Bollini, in 2 puntate, trasmesso il 12 e 14 novembre 1974.
- Gli strumenti del potere, soggetto e sceneggiatura di Massimo Felisatti e Fabio Pittorru, regia di Marco Leto, in 3 puntate, trasmesso dal 24 aprile al 1º maggio 1975.
- L'ultimo aereo per Venezia, sceneggiatura di Daniele D'Anza e Biagio Proietti, regia di Daniele D'Anza, in 8 puntate, trasmesso dal 7 al 19 giugno 1977.
- Nostra madre, dal romanzo Pierre e Jean di Guy de Maupassant, sceneggiatura di Lucio Battistrada e Luciano Codignola, regia di Silverio Blasi, trasmesso il 14 e 15 giugno 1983.
- Quei trentasei gradini, sceneggiatura di Ennio De Concini, regia di Luigi Perelli, serie TV in 6 episodi, trasmesso dal 30 dicembre 1984 al 16 gennaio 1985.
- Little Roma, sceneggiatura di Ennio De Concini, regia di Francesco Massaro, serie TV in 5 parti, trasmesso dal 13 settembre all'11 ottobre 1987.
- Uomo contro uomo, sceneggiatura di Sergio Sollima, Franco Verucci, Bruno Di Geronimo, regia di Sergio Sollima, film TV in 2 parti, trasmesso 29 e 30 gennaio 1989.
- Modì - Vita di Amedeo Modigliani, sceneggiatura di Franco Brogi Taviani, Maria Carmela Cicinnati, Pietro Exacoustos, regia di Franco Brogi Taviani, film TV in 3 parti, trasmesso dal 4 al 6 ottobre 1989.
- Senza scampo, sceneggiatura di Pier Giuseppe Murgia e Antonio Servidio, regia di Paolo Poeti, film TV in 2 parti, trasmesso il 4 e 5 gennaio 1990.
- Un bambino in fuga, sceneggiatura di Silvana Buzzo, regia di Mario Caiano, film TV in 3 parti, trasmesso dal 28 gennaio al 4 febbraio 1990.
- Pronto soccorso, sceneggiatura di Ennio De Concini, regia di Francesco Massaro, film TV in 4 parti, trasmesso dal 4 al 25 marzo 1990.
- Il maresciallo Rocca, episodio Senso di colpa, regia di Giorgio Capitani, trasmesso il 23 gennaio 1996.
- La luna rubata, sceneggiatura di Ennio De Concini e Pascale Breton, regia di Gianfranco Albano, trasmesso il 22 luglio 1996.

## Prosa televisiva Rai
- Caviale e lenticchie, di Giulio Scarnicci e Renzo Tarabusi, regia di Nino Taranto, trasmessa l'11 marzo 1960.
- Morte di Carnevale, di Raffaele Viviani, regia di Vittorio Viviani, trasmessa il 24 aprile 1960.
- L'ultimo scugnizzo, di Raffaele Viviani, regia di Vittorio Viviani, trasmessa il 1º maggio 1960.
- Guappo di cartone, di Raffaele Viviani, regia di Vittorio Viviani, trasmessa il 15 maggio 1960.
- Mustafà Bau, di Bruno Corbucci e Giovanni Grimaldi, regia di Romolo Siena, trasmessa il 27 agosto 1961.
- Caccia ai corvi, di Eugène Labiche e Édouard Martin, regia di Anton Giulio Majano, trasmessa il 21 settembre 1962.
- Il viaggio, di Georges Schehadé, regia di Flaminio Bollini, trasmessa il 29 luglio 1963.
- Il malato immaginario, di Molière, regia di Silverio Blasi, trasmessa il 30 settembre 1963.
- Il potere e la gloria, dal romanzo di Graham Greene, adattamento di Denis Cannan e Pierre Bost, regia di Mario Ferrero, trasmessa il 2 aprile 1965.
- Un albergo tra i monti, di Harold Callen, regia di Silverio Blasi, trasmessa il 7 settembre 1965.
- Ospite inattesa, regia di Carlo Di Stefano, trasmessa il 6 agosto 1976.
- Il fornaretto di Venezia, di Francesco Dall'Ongaro, adattamento di Roberto Cortese, regia di Mario Chiari, trasmessa il 25 aprile 1984.
- Le due orfanelle, di Adolphe d'Ennery ed Eugène Cormon, adattamento di Roberto Cortese, regia di Mario Chiari, trasmessa il 9 maggio 1984.

## Prosa radiofonica Rai
- Bello di papà, di Giuseppe Marotta e Belisario Randone, regia di Nino Taranto, trasmessa il 9 maggio 1960.
- L'imbroglione onesto, di Raffaele Viviani, regia di Vittorio Viviani, trasmessa il 3 gennaio 1961.